# Aulon (Haute-Garonne)
Aulon ist eine französische Gemeinde mit 313 Einwohnern (Stand 1. Januar 2022) im Département Haute-Garonne in der Region Okzitanien (vor 2016 Midi-Pyrénées). Sie gehört zum Arrondissement Saint-Gaudens und zum Kanton Cazères. Die Bewohner nennen sich Aulonois.

## Geographie
Die Gemeinde Aulon liegt an der Noue, 14 Kilometer nordöstlich von Saint-Gaudens und etwa 70 Kilometer südwestlich von Toulouse.
Nachbargemeinden sind Cassagnabère-Tournas im Nordwesten und Norden, Peyrouzet im Norden, Saint-Élix-Séglan im Nordosten und Osten, Cazeneuve-Montaut im Osten, Sepx im Südosten und Süden, Latoue im Süden und Südwesten sowie Saint-Marcet im Westen.

## Bevölkerungsentwicklung
| Jahr                       | 1962 | 1968 | 1975 | 1982 | 1990 | 1999 | 2006 | 2013 | 2020 |
| Einwohner                  | 699  | 505  | 488  | 466  | 434  | 347  | 349  | 348  | 311  |
| Quellen: Cassini und INSEE |      |      |      |      |      |      |      |      |      |

## Sehenswürdigkeiten
- Kirche Notre-Dame, Monument historique

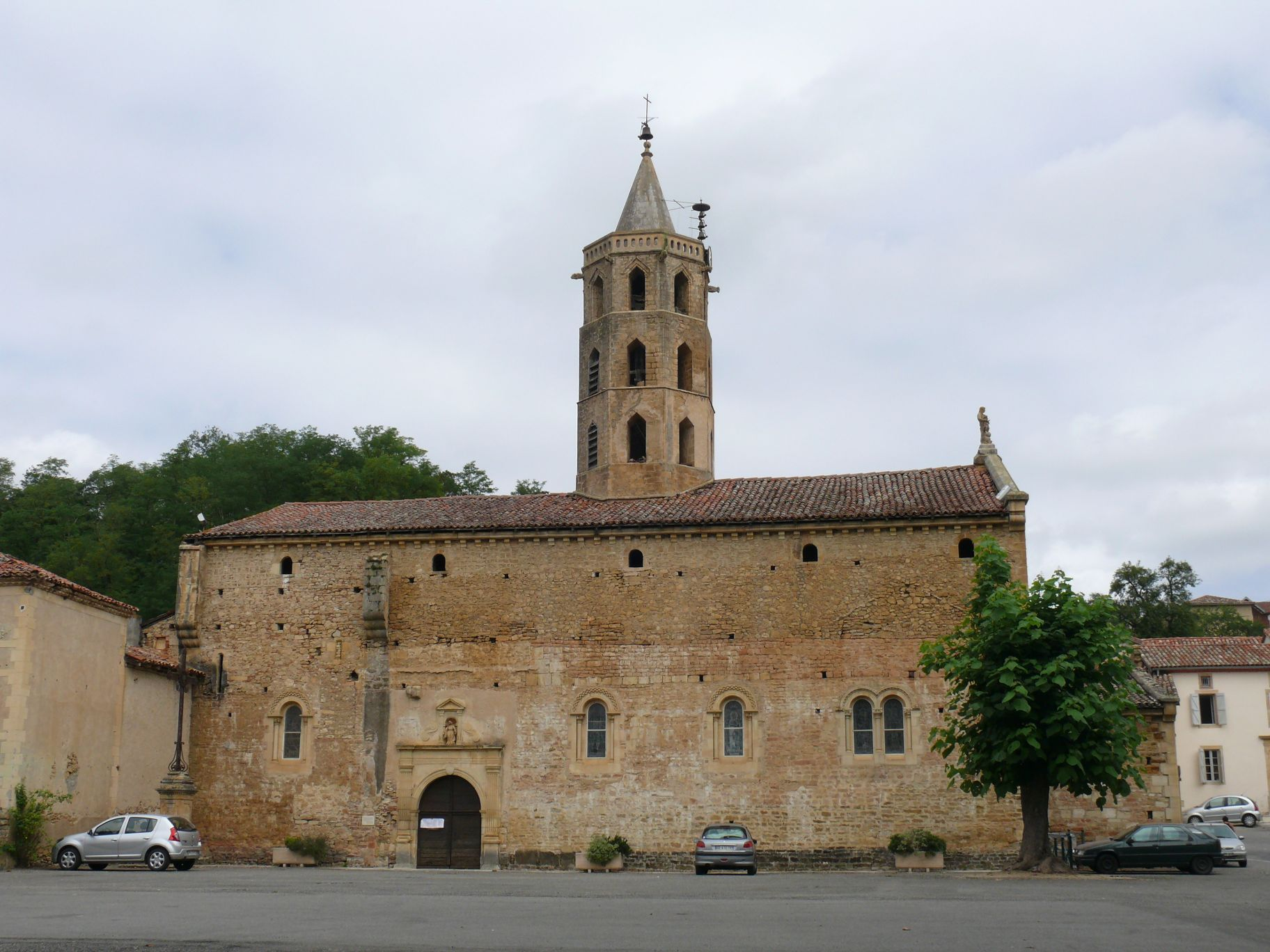
Kirche Notre-Dame
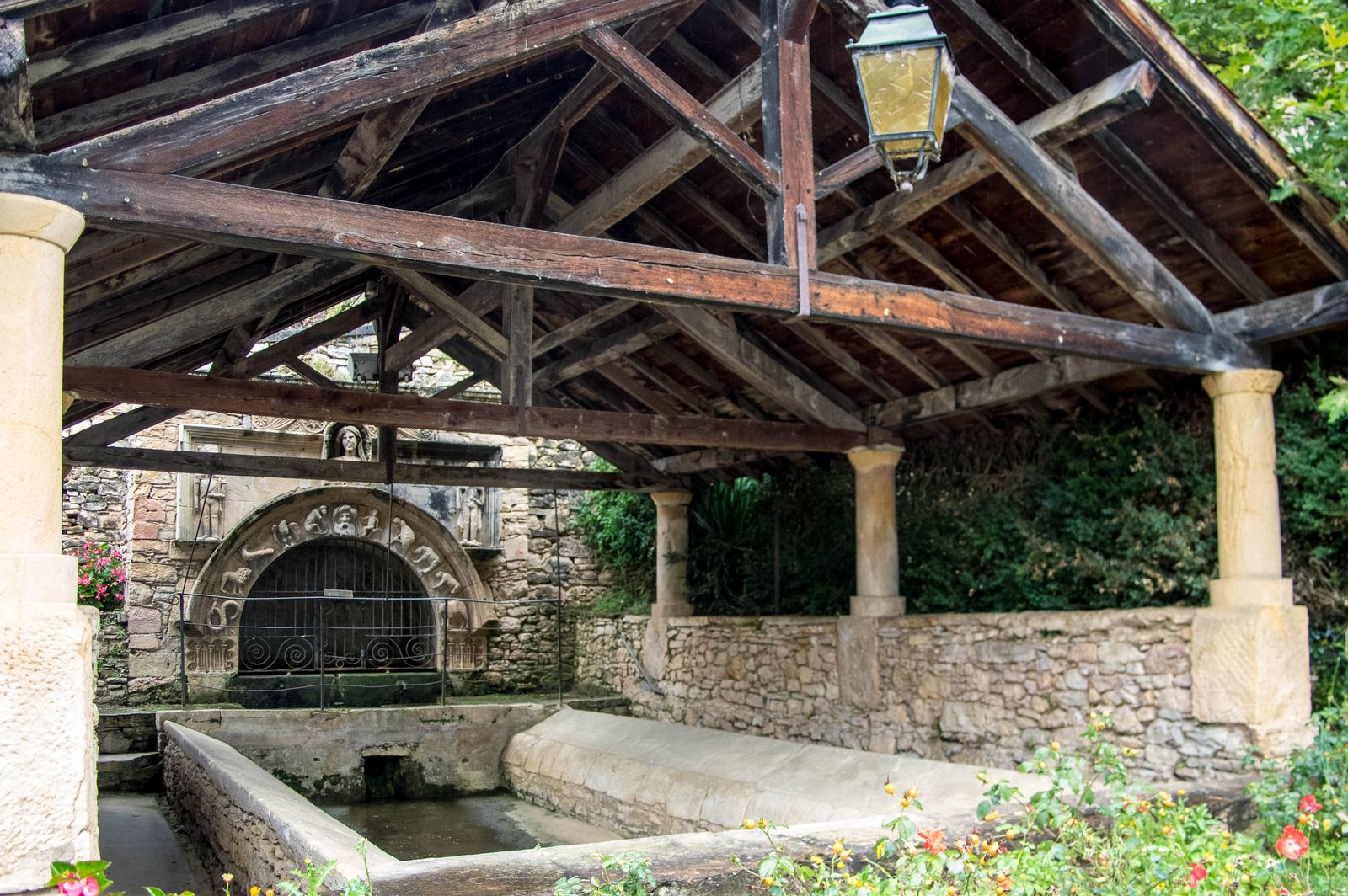
Ehemaliges Waschhaus